# Kupena
Kupena es una reserva de la biosfera de Bulgaria desde el año 1977. Se encuentra en los montes Ródope, en la región de Pazardzhik. Se creó como reserva natural en el año 1961. Actualmente se encuentra bajo revisión. Tiene una altitud que va desde los 500 metros hasta los 950 metros sobre el nivel del mar. Tiene una extensión de 3.051 hectáreas, de las que 1.761,1 son zona núcleo y 1.290 ha zona tampón. 
El principal ecosistema es mixto de montaña y tierras altas. Es una región montañosa, con los bosques característicos de las Ródope. Los principales hábitats son de bosques de hoja caduca (Quercus dalechampii, Ostria -O. carpinifolia-, hayas), así como de coníferas (Pino silvestre, abeto común) y bosques mixtos; extensiones herbáceas en los claros del bosque, rocas y acantilados. Entre la fauna de esta reserva se encuentra el oso pardo, lince, la marta y el rebeco.